# Зонн, Влодзимеж
Влодзимеж Зонн (пол. Włodzimierz Zonn; 1905—1975) — польский астроном.

## Биография
Родился в Вильно (ныне Вильнюс, Литва), в 1931 окончил университет Стефана Батория в Вильно. В 1936 участвовал в экспедиции в Грецию для наблюдения полного солнечного затмения. До 1938 работал в обсерватории университета Стефана Батория, в 1938—1939 — в обсерватории Варшавского университета на горе Поп-Иван (Карпаты).
По некоторым данным, в 1932 вступил в масонскую ложу «Восстановление свободы».
Во время Второй мировой войны был призван в армию, попал в плен и был интернирован. В 1945 вернулся в Варшаву и возобновил научную и преподавательскую работу в Варшавском университете (с 1950 — директор обсерватории университета, с 1953 — заведующий кафедрой астрономии, с 1962 — профессор). В 1952—1955 и с 1963 по 1973 был президентом Польского астрономического общества.
Председатель Астрономического комитета Польской АН (1962—1972).
Основные труды в области астрофотометрии и звездной астрономии. Выполнил ряд исследований по фотографической фотометрии переменных звезд, главным образом цефеид и затменных переменных. Исследовал затменную систему CO Ящерицы, определил эксцентриситет орбиты и фотометрические параметры системы, открыл смещение линии апсид. Изучал изменения блеска астероида Эрос. Получил серию спектрограмм цефеиды δ Цефея и выполнил анализ изменений её лучевой скорости. На основании подсчета галактик по каталогу Э. Б. Хольмберга оценил долю двойных и кратных галактик в Метагалактике, исследовал движения в сферических скоплениях галактик и показал нестабильность некоторых из этих систем. Автор учебников по общей астрономии (1946) и общей астрофизике (1955), монографий и научно-популярных книг по астрономии.
В 1983 Польское астрономическое общество учредило медаль имени Влодзимежа Зонна за выдающиеся заслуги в популяризации астрономии.

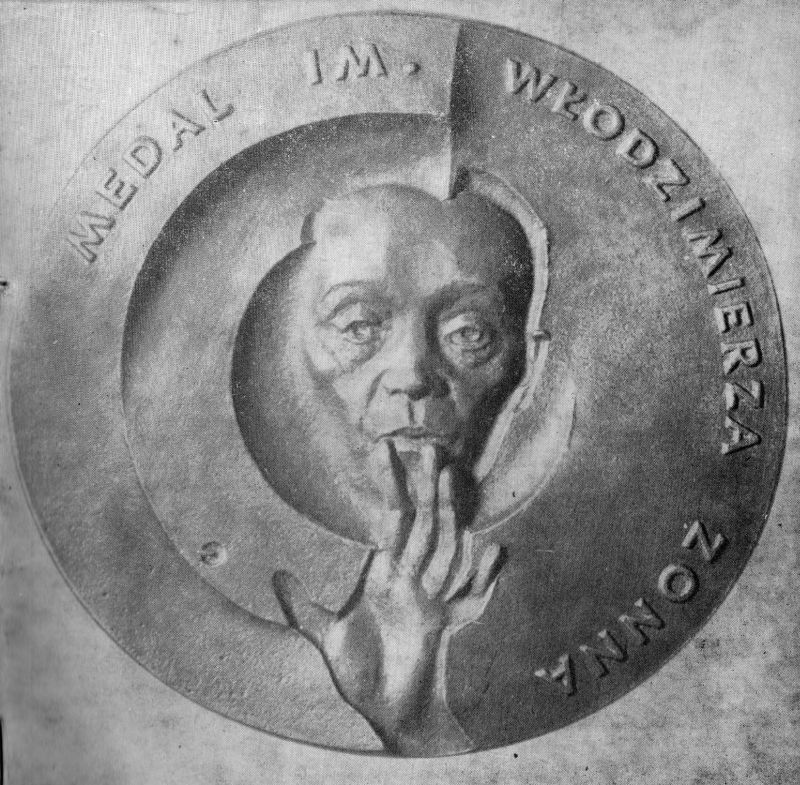
Аверс медали имени Влодзимежа Зонна

## Публикации на русском языке
- «Звездная астрономия» (совместно с К. Рудницким), 1959;
- «Галактики и квазары» (1978).